# Фединський Василь
Васи́ль Феди́нський (псевдо «Павук», «Шрам») (нар. 14 квітня 1914 Гусаків, Мостиський район, Львівська область — пом. 14 вересня 1947 Тенетиська, Гміна Любича-Королівська, Томашівський повіт, Люблінське воєводство Польща) — український військовий діяч, командир сотні «Булава» та курінний Української Повстанської Армії на Дрогобиччині, член штабу воєнної округи УПА «Сян» на Перемищині, окружний референт Служби безпеки ОУН на Любачівщині.

## Життєпис
Народився Василь Фединський 14 квітня 1914 року в селі Гусаків (тепер у Мостиському районі Львівської області) в родині Івана та Марії Фединських. Після здобуття народної освіти навчався ремесла та здобув фах бронзівника. З Гусакова походив власник відомої львівської ливарні у Львові Михайло Брилинський.

### Боротьба проти Польської влади
У Львові Фединський стає членом ОУН. Був затриманий у справі підготовки планованого атентату на куратора Львівської шкільної округи Єжи Ґадомського — одного із основних полонізаторів української молоді.. У його помешканні зроблено обшук та знайдено 500 г. вибухівки (екразит, змішаний з нітрогліцерином) та відзнаки-тризуби.
Згодом у Львові відбувся судовий процес у справі підготовки замаху на куратора Ґадомського. Він тривав від 3 до 6 липня 1934 р. Всіх затриманих обвинувачено у державній зраді, Юліана Іванчука та Северина Маду — за намір вбити Ґадомського, Юліана Іванчука та В. Медведя — за переховування вибухівки, а В. Фединського — за переховування нелегальних видань. Всі, крім С. Мади, свою вину заперечили.
Захищав Василя Фединського, Ю. Іванчука та В. Медведя відомий український адвокат Степан Шухевич. 
За зберігання нелегальної літератури був засуджений до 2 років ув'язнення.
Відбував покарання у Львові. Вийшов на волю у жовтні 1935 року. Після цього далі працював бронзівником у Львові, не пориваючи праці в ОУН.
Знову затриманий 4 листопада 1938 року у Львові. У нього вилучено зарядженими три автоматичні пістолети («Штейр» 8 мм, «Маузер» 7,65 мм, «Гішпан» 7,65), а під час обшуку в його помешканні знайдено гранату марки «Лемон», 14 набоїв, форму для витискання тризубів, записки та кореспонденцію. За твердженням поліції, Василь Фединський за вказівкою окружного провідника ОУН Петра Олійника нібито передав невідомому на псевдо «Вік» револьвери і гранати, які використали під час нападу на поліційну станицю у Гаях. Суд у справі так і не відбувся через падіння польської держави із початком Другої світової війни.

### У лавах УПА
У вересні 1939 р. вийшов на волю, перейшов за ріку Сян на територію, окуповану німцями. У 1941 служить у батальйоні «Нахтіґаль». Відтак восени разом з його вояками перейшов до «Шуцманшафтбатальйону-201». В легіоні отримав підстаршинський ступінь.
Після розформування ДУН в кінці 1942 року включився в роботу військової референтури ОУН. На початку 1944 року очолює курінь УПА «ім. Кривоноса», який базувався в околицях села Бандрів Нижньоустрицького повіту. Попередній командир, Антін Шкітак- «Омелян», загинув під час бою із німцями під Недільною на Старосамбірщині.
Курінь, яким командував «Павук», в лютому 1944 р. інспектували член штабу УПА-Захід Василь Чижевський-«Демид» та новопризначений командир Дрогобицької Воєнної округи УПА «Маківка» Іван Белейович-«Дзвінчук». Згодом курінь був реорганізований у сотню УПА «Булава» і Фединський її очолював від лютого до квітня 1944 року. Після Великодня (16 квітня 1944) сотня розділена на дві неповні сотні: «Булава» (командир Осип Урбан-«Рен») та «Сурма» (командир Михайло Фридер-«Нечай»). Фединський-«Павук» був переведений на Перемищину, в розпорядження штабу воєнної округи УПА «Сян». Можна припускати, що він виконував обов'язки старшини для доручення при командирові ВО «Сян» Якову Чорнієві-«Ударникові»-«Кулі».
Також влітку 1944 року «Павук» виконував обов'язки організаційно-мобілізаційного (військового) референта Перемиської округи ОУН, замінивши на цьому посту Василя Цебеняка-«Богдана», скерованого на таку ж посаду у Лемківську округу. У червні «Павук» брав участь в нараді з активом Мостищини, де разом з обласним провідником Василем Галасою-«Зеноном» поставив завдання створення в повіті сотні УПА, її забезпечення зброєю, продовольством, одягом, медикаментами та медперсоналом. Повітовий провідник Василь Тропак-«Орест» це доручення виконав, залучивши до відділу членів ОУН та колишніх поліціянтів, один з яких, комендант станиці у Медиці, Володимир Щигельський-«Бурлака», очолив новостворений підрозділ і повів його на початку липня на збірний пункт в Добромильщину, а відтак далі в Карпати.
Із свідчень Володимира Павлика-«Ірки» стало відомо, що як окружний військовик «Павук» організував у червні 1944 року військову школу на чолі з Михайлом Дудою-«Громенком», яка згодом стала сотнею УПА, а сам «Громенко» — одним із найвідоміших бойових командирів.
На початку грудня 1944 році в Ямній Василь Фединський потрапив в облаву НКВС. Разом з іншими повстанцями він прийняв бій та відступив до лісу.
Обласний провідник Василь Галаса-«Зенон», на початку 1945 року, скерував «Павука» в Ярославську округу на пост військового референта. 
У червні 1945 року його тимчасово призначили виконувати обв'язки окружного та надрайонного референта Служби безпеки ОУН у Любачівщині. Загалом ІІ округа і надрайон «Батурин» охоплювала повністю Любачівський і Ярославський повіти за офіційним поділом, а також північну частину Перемиського повіту (села Валява, Грабовець, Кальників, Накло, Ниновичі, Поздяч, Сосниця, Стібно, Торки) та південно-східну частину Томашівського повіту (гміни Любича і Угнів, раніше вони входили до Равського повіту).
Командир ВО-6 «Сян» Мирослав Онишкевич у наказі ч. 2/46 від 23 травня 1946 р. подав вищому командуванню пропозицію підвищити «Шрама» до ступеня поручника. На жаль, рішення з цього питання невідоме. 
Крім праці по лінії СБ та опіки над 5-м районом, Фединський-«Шрам» також брав участь у переговорах з польським підпіллям. У квітні 1946 року в лісі під Даганами він, «Чубчик», «Заруба», командирр районної боївки СБ Андрій Королько-«Сірко» та кущовий «Грім» провели зустріч із провідником польської підпільної організації «Вольносць і Нєзавіслосць» (ВіН) Стефаном Кобосем-«Вжосом».

### Загибель
Загинув Василь Фединський 14 вересня 1947 року під час облави. Це сталося в лісі між селами Тенетиська та Любича Королівська. Близько 11-ї години вояки Війська Польського виявили повстанську криївку та почали через отвори кидати туди гранати та пускати ракети. «Шрам» та «Заруба» палили документи, а також наказали розбити годинники, щоб вони не дісталися ворогові. «Сірко» пішов на пробій, викинувши дві гранати, але в цей час був вбитий. «Чубчик» вів вогонь з автомата МП. Від диму в бункері не стало чим дихати, а тому повстанці, щоб не потрапити живими в руки ворога, почали стрілятися. Відмовився це зробити тільки ординарець «Чубчика» Михайло Твердохліб-«Медвідь», який вискочив з криївки і здався полякам. Всього ж у бункері загинули п'ятеро повстанців: «Шрам», «Чубчик», «Заруба», «Сірко» та «Дунай» (ще один ординарець «Чубчика»). Поляки здобули кілька скринь архіву з цінними документами, зокрема, протоколами порозуміння АК з УПА, документами із зустрічі англійського журналіста з представниками українського і польського підпілля.